# Meromyzobia albitegula
Meromyzobia albitegula is een vliesvleugelig insect uit de familie Encyrtidae. De wetenschappelijke naam is voor het eerst geldig gepubliceerd in 1986 door De Santis.